# A Very Precious Love
A Very Precious Love ist ein Song, der von Sammy Fain (Musik) und Paul Francis Webster (Text) geschrieben und 1957 veröffentlicht wurde.

## Hintergrund
Fain und Webster schrieben A Very Precious Love für den Film Die Liebe der Marjorie Morningstar (Originaltitel: Marjorie Morningstar (1958), Regie: Irving Rapper) mit Natalie Wood und Gene Kelly in den Hauptrollen. Im Film wurde der Song von Gene Kelly vorgestellt. Das Lied erhielt darauf 1958 eine Oscar-Nominierung in der Kategorie Bester Song.
Die ersten Zeilen des Lieds lauten:
Every show must have a song
Most everyone agrees
For what else could the ingenue
And the juvenile reprise.
A Very Precious Love wurde in den 1950er-Jahren in den USA von zahlreichen Musikern aufgenommen, u. a. von The Ames Brothers, Doris Day, Slim Whitman, Jack Jones und Bonnie Guitar. Die Version der Ames Brothers auf RCA Victor kam im März 1958 in die amerikanischen Billboard-Charts; die Version von Doris Day kam in Großbritannien auf #16 der Hitparade. Weitere Coverversionen des Songs nahmen u. a. Urbie Green, Charlie Spivak, Harry Allen, Dick Haymes und Ronnie Wells auf.